# Linhaj
Linhaj (egyszerűsített kínai írással: 临海) város Kínában, Csöcsiang tartományban. Lakosainak száma 1 114 146 fő (2020).

## Népesség
| 2010 | 1 028 813 |
| 2020 | 1 114 146 |